# Pæl
En pæl er en slags stolpe, som eksempelvis bruges i haver eller i vand til at markere noget eller holde noget fast, evt. udspændt.
Pælen er som regel spidset i den ende, som er beregnet til at stikke i jorden eller havbunden.

## Forskellige typer
- Milepæl (til afstandsmarkering langs en vej)
- Bundgarnspæl
- Grænsepæl
- Hegnspæl
- Lygtepæl
- Marterpæl
- Mærkepæl
- Skelpæl
- Telefonpæl